# Toyota Avanza
El Toyota Avanza es un modelo desarrollado como un monovolumen de nivel de entrada. Su predecesor fue el Toyota Kijang (Kijang), cuyo programa modelo se ha dividido desde entonces en dos modelos diferentes (el otro es el más grande, más caro Toyota Innova para ampliar el alcance de Toyota en el MPV, Sus competidores son el Suzuki Ertiga, el Mitsubishi Xpander, el Citroën C3 Picasso, el Kia Carens, el Chevrolet Spin y el Chevrolet Orlando.

## Historia
El Avanza tiene similar a la carretera rural de Kijang-capaz, tracción trasera, cuerpo-en-marco diseño.
Además de Indonesia y Malasia, el Avanza se vende en Filipinas, Tailandia, Singapur, Brunéi, Pakistán, Bangladés, Sri Lanka, Oriente Medio, México, Perú, Caribe, Egipto y otros países africanos. Una versión rebadged del coche fue vendida en China bajo insignia del automóvil primero (FAW) hasta 2010.
En octubre de 2011, se han vendido 1 millón de unidades de Avanza / Xenia, incluyendo 113 000 unidades exportadas.
El volumen de aceite del motor de Toyota Avanza es 3.0L lleno. El aceite de la transmisión automática es 4.6Liter.

## Motores
Introducido en diciembre de 2003, el Avanza es un monovolumen de 5 puertas con un motor delantero, diseño de tracción trasera. Cuenta con un 1.3 litros de gasolina EFI K3-DE de EFI con una potencia máxima de 6.000 con una potencia máxima de . Rpm (antes de 2006), un motor de gasolina de 1.3 litros K3-VE VVT-i que produce  a 6.000 Rpm y un motor de gasolina de 1,5 litros de 3SZ-VE  que produce {6}  rpm. En otros mercados, el Avanza también ofreció con un motor diesel de 1.4 litros 1ND-TV que produce  a 3,800 rpm.
En el 2015, el Avanza cuenta con dos nuevos motores, que consiste en un motor de gasolina de 1.3 litros 1NR-VE Dual VVT-i que produce  a 6,000 rpm y 1,5 litros 2NR-VE Dual VVT-i Motor de gasolina que produce a 6.000 rpm. Sus códigos de motor utilizan el sufijo -VE en lugar de -FE porque ambos motores también se usan en los coches Daihatsu.

## Primera Generación (F600, 2003–2011)

### Indonesia
Cuando se lanzó el Avanza en Indonesia, estaba disponible en dos modelos: el 1.3 E y 1.3 G. En julio de 2004 la versión motorizada Avanza 1.3 S (serie S) con transmisión automática lanzada al mercado. Llevando el motor de 4 velocidades con 1300 cc con tecnología [VVT-i] (K3-VE), y para reparar el sistema de encendido 4 bobinas directas se agregaron. Los cambios importantes en esta versión de Avanza ocurren en el interior para cambiar el odómetro y el contador de tiempo digital situado además del velocímetro y el tacómetro. Y está equipado con sistema de frenos antibloqueo. El lanzamiento de esta versión también es designado como "Test Market" para el plan de desarrollo de la All Avanza-Xenia VVT-i y la edición automática. Esta edición especial viene con transmisión automática solamente. Sólo se fabricaron 200 unidades de Avanza Tipo S. Se agregó un nuevo color exterior (negro) al mismo tiempo. El Avanza más tarde se convirtió en uno de los coches más vendidos en Indonesia.
El Avanza fue rediseñado cerca del final del tercer trimestre de 2006 con un nuevo motor de VVT-i, una nueva parrilla, nuevos topes, nuevo interior, y nuevas lámparas delanteras y traseras. Daihatsu Xenia VVT-i, El 1.3 S fue reemplazado por el 2006 Avanza 1.5 S, usando un nuevo 1,5 litros, 16 válvulas DOHC VVT-i motor de gasolina junto con el nuevo anti-bloqueo sistema de frenado. Los modelos 1.3 E y 1.3 G fueron mejorados para usar el motor de gasolina VVT-i de 1.3 litros, 16 válvulas [DOHC] del modelo de salida 1.3 S.

### Malasia
En Malasia, el Avanza está disponible en algunos modelos: 1.5 G, 1.5 S en transmisión automática, junto con 1.5 E y 1.3 E en transmisión automática y manual.

### Filipinas
En Filipinas, la Avanza se ofrece desde 2006 con dos niveles de acabado: la línea J con un motor de 1.3 litros, sin ventanas y cerraduras eléctricas, y solo disponible con transmisión manual, mientras que la línea G tiene un Motor de 1.5 litros, y disponible con una transmisión manual de cinco velocidades y una transmisión automática de cuatro velocidades respectivamente. En 2008, la línea J se puso a disposición sin el asiento de la tercera fila. Esta línea en particular se utiliza popularmente como taxistas taxados en Filipinas; Aunque a veces se confunde con un vehículo UV con una ruta dedicada, como la forma en que sus ancestros (Tamaraw FX y Revo) fueron utilizados.
El Avanza fue actualizado en 2008 con un nuevo techo con ranuras para mejorar el flujo de aire en la parte trasera y un nuevo esquema de color interior.
El Avanza tiene asientos plegables en la parte posterior, formando una tercera fila de asientos.

### Daihatsu Xenia
El modelo doble de Avanza es el Daihatsu Xenia es propulsado por un motor de 1.3 litros similar al Avanza y un motor de tres cilindros de 1.0 litros con potencia y par de torsión en convert | 63 | PS | kW hp | 0 | abbr = On}} a 5,600 rpm y convert | 92 | Nm | lbf a 3.600
El Xenia se vendió en Indonesia y China solamente.

### FAW Senya M80
En China, Daihatsu junto con el primer automóvil trabaja (FAW) lanzó la primera generación Xenia como FAW-Jilin Senya S80 SUV el 21 de junio de 2007. La producción en China se llevó a cabo en FAW Jilin.

## Segunda Generación (F650, 2011–2021)

### Indonesia

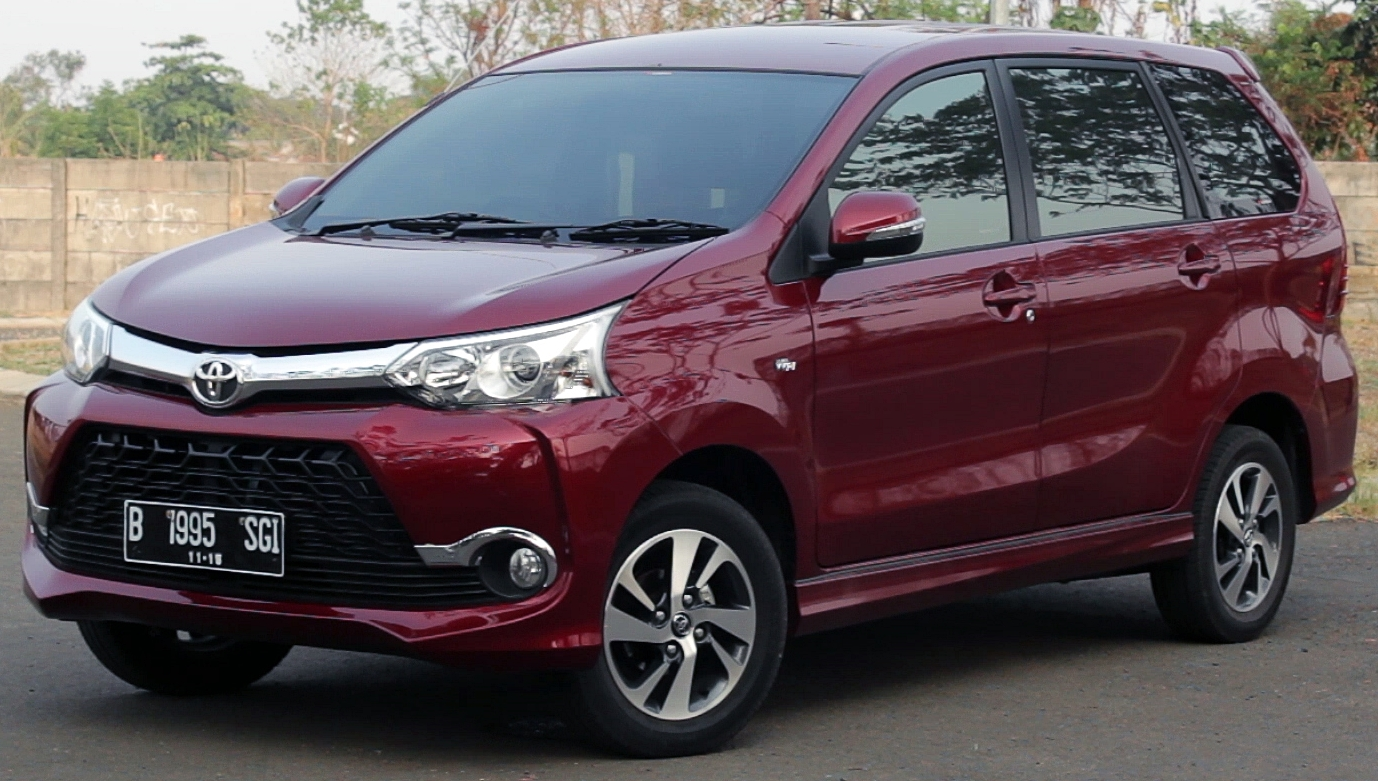
Toyota Avanza Veloz 1.5 (facelift)

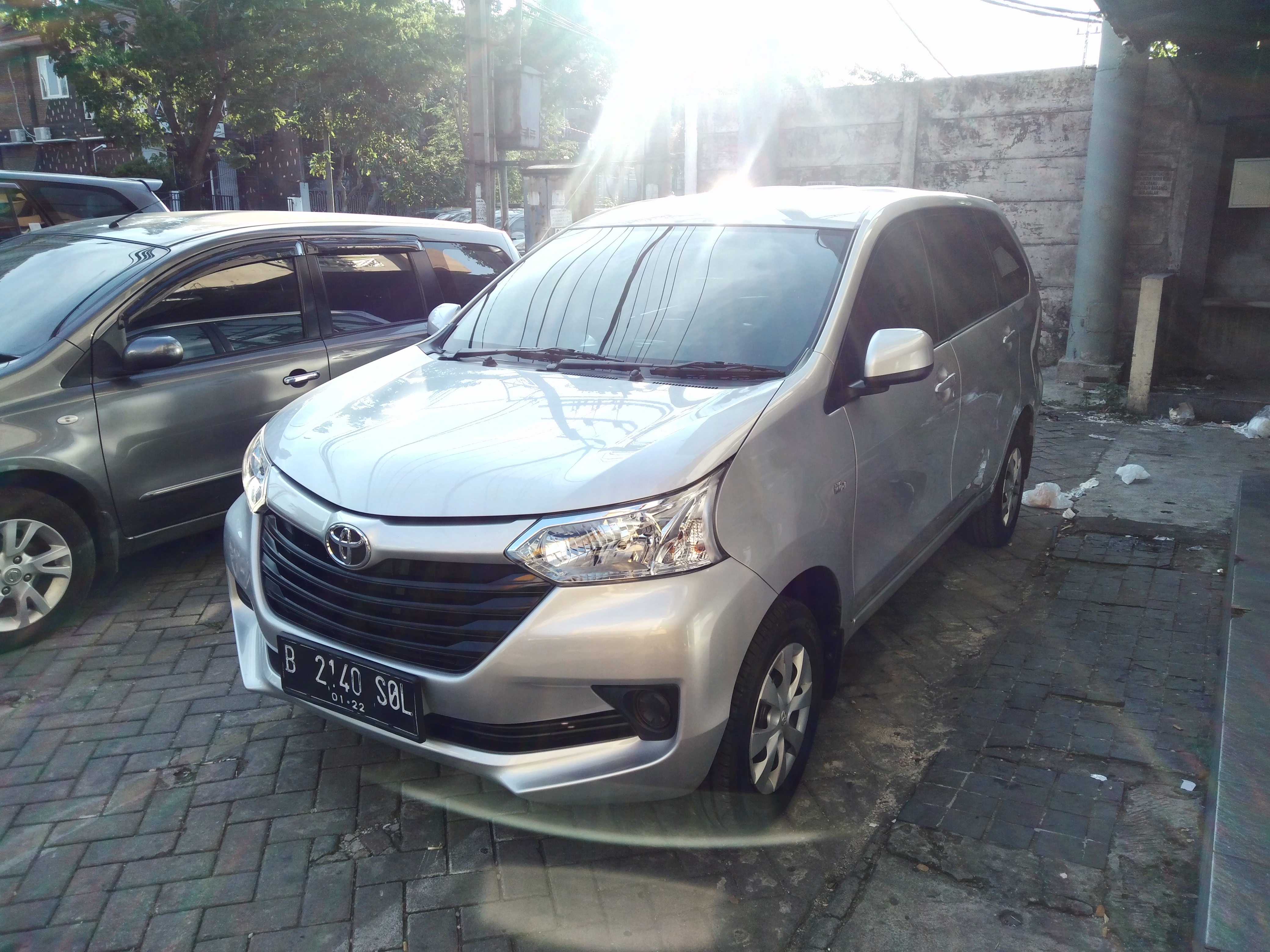
Toyota Avanza 1.3 E (facelift)

El Avanza recibió una actualización facelift el 12 de agosto de 2015. Las actualizaciones consisten en nuevo motor, diseño delantero y trasero, color interior, unidad principal y características de seguridad.

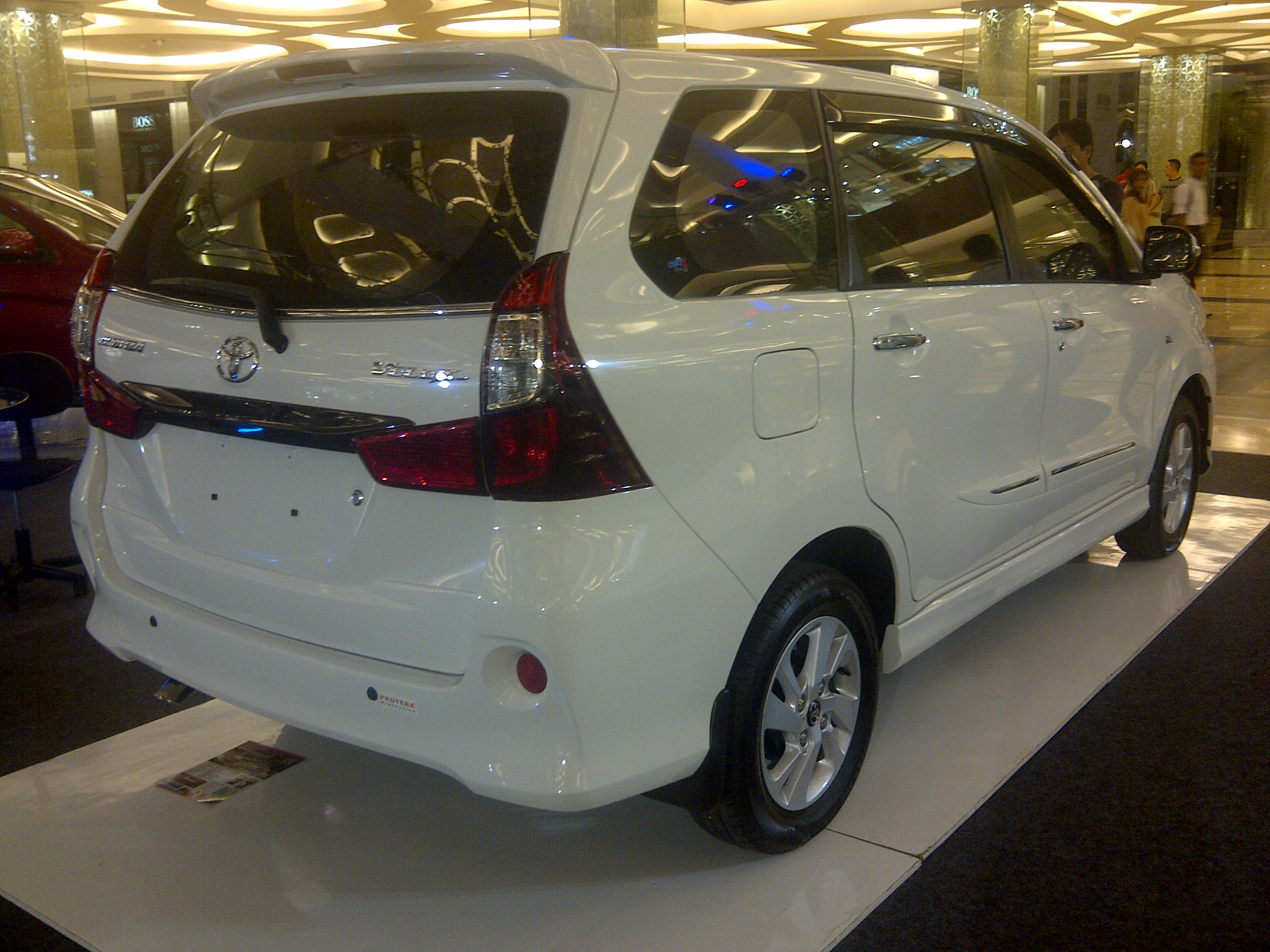
Toyota Avanza Veloz 1.3 (facelift)

Exterior
504/5000
El 1.3 E no tiene faros antiniebla, en contraste con sus 1.3 G, 1.5 G y variantes de Veloz. La versión de 1,5 litros de la Avanza en Indonesia (1,5 G y Veloz) compartía el mismo diseño de rueda, y ambos tienen un espejo exterior con una lámpara de señal giratoria. Veloz tiene un kit de carrocería diferente y spoiler como un estándar. Mejoras en el cuerpo-kit en el exterior disponibles en los modelos de lujo. Los modelos de rejuvenecimiento cuenta con una parrilla más grande, una guarnición reflectora trasera y un diseño actualizado de la rueda (1.5 Veloz ha pulido llantas de aleación de dos tonos).
Interior
El 1.3 E no tiene ninguna unidad de audio, el 1.3 G tiene un sistema de audio 1 DIN con radio, CD y reproductor de MP3. El 1.5 G tiene un sistema de audio DIN doble con radio, CD y reproductor de MP3. El Veloz y el lujo tienen la misma unidad audio con 1.5 G, pero con los interruptores adicionales de la dirección, entrada del USB y del AUX. Todos los modelos tienen pantalla de información múltiple y dirección de inclinación de serie. Todos los modelos excepto Veloz tienen color interior beige como estándar. Mientras que veloz tiene color interior gris oscuro. Además, todos los modelos tienen airbags SRS dobles como estándar. Los modelos de lujo tienen lujos adicionales, tales como panel de madera, asientos de cuero, y el monitor de techo de serie. El sistema de audio también fue refinado con reproductor de DVD. En la versión facelifted, todos los modelos tienen el sistema audio 2 DIN con la conexión del CD, del MP3, del USB, del AUX y del Bluetooth con la conectividad del teléfono como estándar (1.5 modelos fueron realzados con el monitor de la pantalla táctil, reproductor de DVD y sat-nav). Para los acabados E y G, el color interior ha cambiado a marrón oscuro y Veloz cambió a negro completo.
Características de seguridad
A partir de 2015, los airbags SRS duales, los cinturones de seguridad de tres puntos, el ABS, Isofix, las vigas de impacto lateral son estándar en todos los modelos. El control de estabilidad está disponible en algunos mercados. Un inmovilizador solo se ofrece en guarniciones G y Veloz.

### Malasia
Los modelos disponibles en Malasia son 1,3 E, 1,5 E, 1,5 G, y 1,5 S (conocido en Indonesia como el Veloz).
Exterior
El 1.3 E y el 1.5 E no tienen lámparas de niebla. El 1.5 G y el 1.5 S tienen las lámparas de niebla.
Interior
El 1.3 E tiene un sistema audio de 1 DIN con la radio, el CD, y el jugador MP3. El 1.5 E tiene la misma unidad de audio con 1.3 E, pero con WMA, AUX y entrada USB, y iPod compatibilidad. Para el volante 1.3 E, es un volante de tres radios, uretano y fijo, mientras que 1,5 E uno es de tres radios, de uretano y volante inclinable. El 1,5 G y 1,5 S tiene el mismo volante con 1,5 E, pero con interruptor de dirección, y ornamento de plata.

### Filipinas
La segunda generación Avanza con dimensiones aumentadas se había lanzado en Filipinas el 13 de enero de 2012.  El diseño de la segunda generación de Avanza le da un aspecto más sofisticado y de alta tecnología que el de su antecesor de aspecto plebeyo Toyota lanza la nueva Avanza. Toyota lanza la nueva Avanza. Toyota lanza la nueva Avanza. Y es en tres variantes de la base que es el 1.3 J solo está disponible en cinco versiones, Manual de la velocidad no limpiaparabrisas trasero, ninguÌ n faros antiniebla, espejos laterales negros coloreados y casquillo lleno del disco de la rueda. A diferencia de la primera generación, la segunda generación ahora tiene la variante 1.3 E con una opción de cuatro velocidades automática o manual de cinco velocidades, aunque tiene limpiaparabrisas trasero y espejos laterales coloreados clave que no tiene luces antiniebla delanteras y tiene un estilo diferente de Llantas de aleación y la parte superior de la línea 1.5 G tiene luces antiniebla delanteras, spoiler trasero, TVSS y diferentes ruedas de aleación de estilo.

### Singapur
La segunda generación de Avanza está disponible en Singapur desde diciembre de 2013. Solo la versión 1.5 G está disponible con una transmisión automática de cuatro velocidades. La Avanza recibió un lifting facial junto con los otros mercados en 2016.

### Daihatsu Xenia

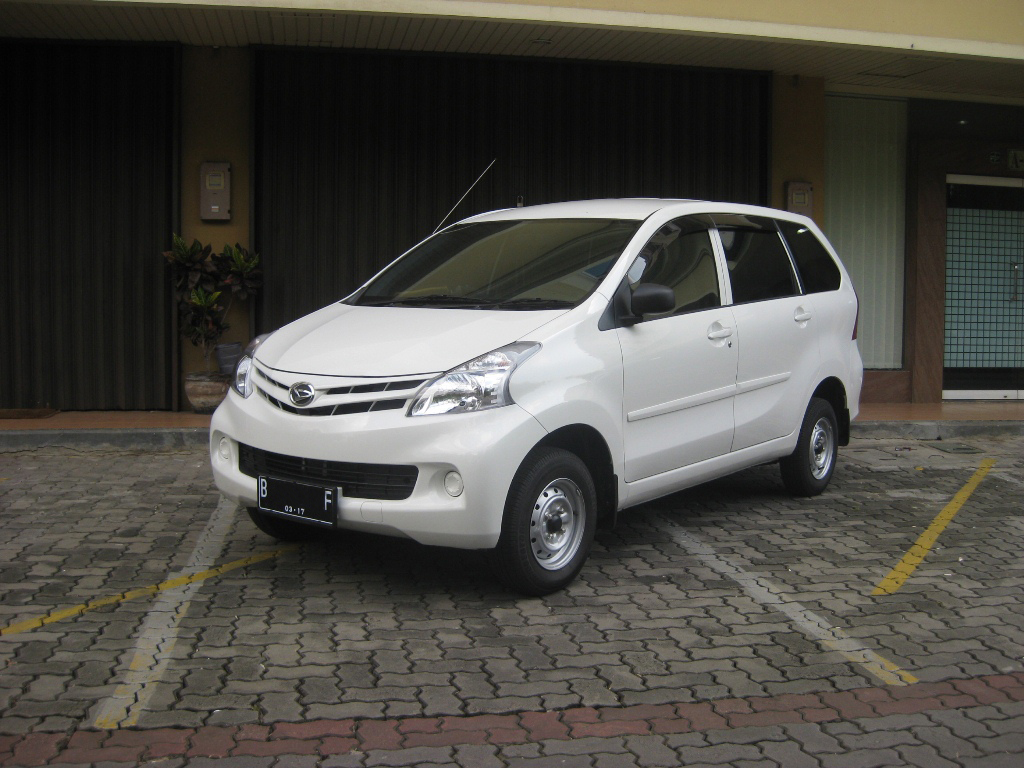
Daihatsu Xenia 1.0 D (pre-facelift)

Junto a la nueva Avanza, Daihatsu también lanzó la segunda serie Xenia en Indonesia solamente. El diseño de este coche sigue siendo el mismo que el de Avanza, pero Xenia no tiene 1.5 litros variante de motor y modelo de lujo, junto con precios asequibles.
El Xenia está disponible en cuatro diferentes niveles de acabado: D, M, X, R. Xenia D, M y X viene con caja de cambios manual de cinco velocidades, mientras que Xenia R tiene cinco velocidades manual o automática de cuatro velocidades. Para solo el modelo M, X y R, hay subclases que consisten en Familia, Deluxe, Deportivo y Attivo (R solamente); Difiere por los kits exteriores (tales como kit de cuerpo, cámara de estacionamiento y así sucesivamente) y sistema de sonido (reproductor de DVD adicional de doble din con pantalla LCD y navegación por satélite).
El Xenia D y M tienen el motor de DOHC de tres cilindros de 1.0 litros del motor de tres cilindros de Daihatsu E-serie de motor EJ-VE que produce de par (hasta agosto de 2016), mientras que Xenia X y R tienen un motor DACT de cilindro de 1,3 litros y K3-VE de 4 cilindros produciendo  de par. Ambos motores están equipados con la inyección de combustible electrónica estándar de Toyota con VVT-i.
Al igual que el Avanza, en el 2015 el Xenia cambió a 1.3 litros motor de VVT-i dual de motor de 1.3 litros que produce el motor de 1.3 litros. Y convert | 12.3 | kgm | Nm | abbr = on de par de torsión para las variantes X y R, manteniendo al mismo tiempo el motor de 1,0 litros de la serie DX de la serie E de Daihatsu -i para las variantes D y M.
A partir de 2015, todas las variantes Xenia tienen accionamiento por cable, airbags duales, cinturón de seguridad con pretensión y limitador de fuerza, protección contra atascos de ventanilla, haz de impacto lateral, freno de estacionamiento y advertencia de puerta abierta de serie. Las características del inmovilizador y del indicador ecológico solo están presentes en la variante R. La variante deportiva R ofrece luz diurna LED y cámara de aparcamiento trasero.
Además, Daihatsu también añadió transmisión automática de cuatro velocidades a la variante Xenia X en 2015.

## Tercera Generación (2022-presente)
El Avanza de tercera generación se lanzó el 10 de noviembre de 2021.                                  
Partiendo del diseño de tracción trasera de las generaciones anteriores, se basa en la nueva arquitectura global Daihatsu de tracción delantera,  montado en un chasis monocasco completo en oposición a la construcción "unibody" anterior. El desarrollo estuvo a cargo del ingeniero jefe de Daihatsu,  Eiji Fujibayashi. Sus dimensiones exteriores son 205 mm (8,1 pulgadas) más largas y 70 mm (2,8 pulgadas) más anchas, lo que crea una huella significativamente más grande en comparación con las generaciones anteriores. La distancia entre ejes se ha aumentado en 95 mm (3,7 pulgadas) y el espacio interior es más largo en 160 mm (6,3 pulgadas). A pesar de la carrocería más larga, su radio de giro solo aumentó ligeramente a 4,9 m (16,1 pies) y se afirma que su peso disminuyó alrededor de 45 kg (99 lb). Los motores 1NR-VE de 1,3 litros y 2NR-VE de 1,5 litros recibieron actualizaciones que aumentaron su potencia en 1,5 kW (2 hp; 2 PS).[140] Se ha adoptado un sistema CVT de engranaje dividido llamado "CVT de modo dual" (D-CVT)  desarrollado por Daihatsu para los modelos de transmisión automática.

### Mercados
Asia
Indonesia
Para el mercado indonesio, los niveles de grado del Avanza consisten en 1.3 E y 1.5 G, ambos disponibles con transmisión manual o CVT. El grado 1.5 G también está disponible con el paquete de sistemas avanzados de asistencia al conductor con la marca Toyota Safety Sense como opción.
Filipinas
El Avanza de tercera generación se lanzó en Filipinas el 7 de marzo de 2022 y se ofrece en niveles de grado 1.3 J (solo manual), 1.3 E (manual y CVT) y 1.5 G (solo CVT).
Vietnam
El modelo vietnamita se lanzó el 22 de marzo de 2022 y se comercializa como Avanza Premio para distinguirlo de la generación anterior. Disponible exclusivamente con el motor 2NR-VE de 1.5 litros, se ofrece con dos opciones de transmisión: manual y CVT. Este último está equipado con seis bolsas de aire, monitoreo de punto ciego (BSM) y alerta de tráfico cruzado trasero (RCTA).
Américas
México
El Avanza de tercera generación se lanzó en México el 14 de marzo de 2022. Impulsado por el motor 2NR-VE de 1.5 litros como tren motriz estándar,  se ofrece en los niveles de grado LE (solo manual) y XLE (solo CVT).
Perú
El Avanza de tercera generación se lanzó en Perú el 1 de junio de 2022. Cuenta con un motor de 1.5 litros de 4 cilindros y con una potencia de 104.6HP  acoplados a una transmisión manual de 5 velocidades o una automática CVT  en una de sus variantes.
Lo más resaltante respecto a la versión de México es que sólo trae 2 airbags frontales en lugar de 6, carece de controles en el volante, trae aros de 15" y carece de aire acondicionado posterior.
Utiliza un sistema de infoentretenimiento Pioneer. Y se comercializan versiones (sólo de transmisión manual) con sistema GLP y GNV.

### Galería

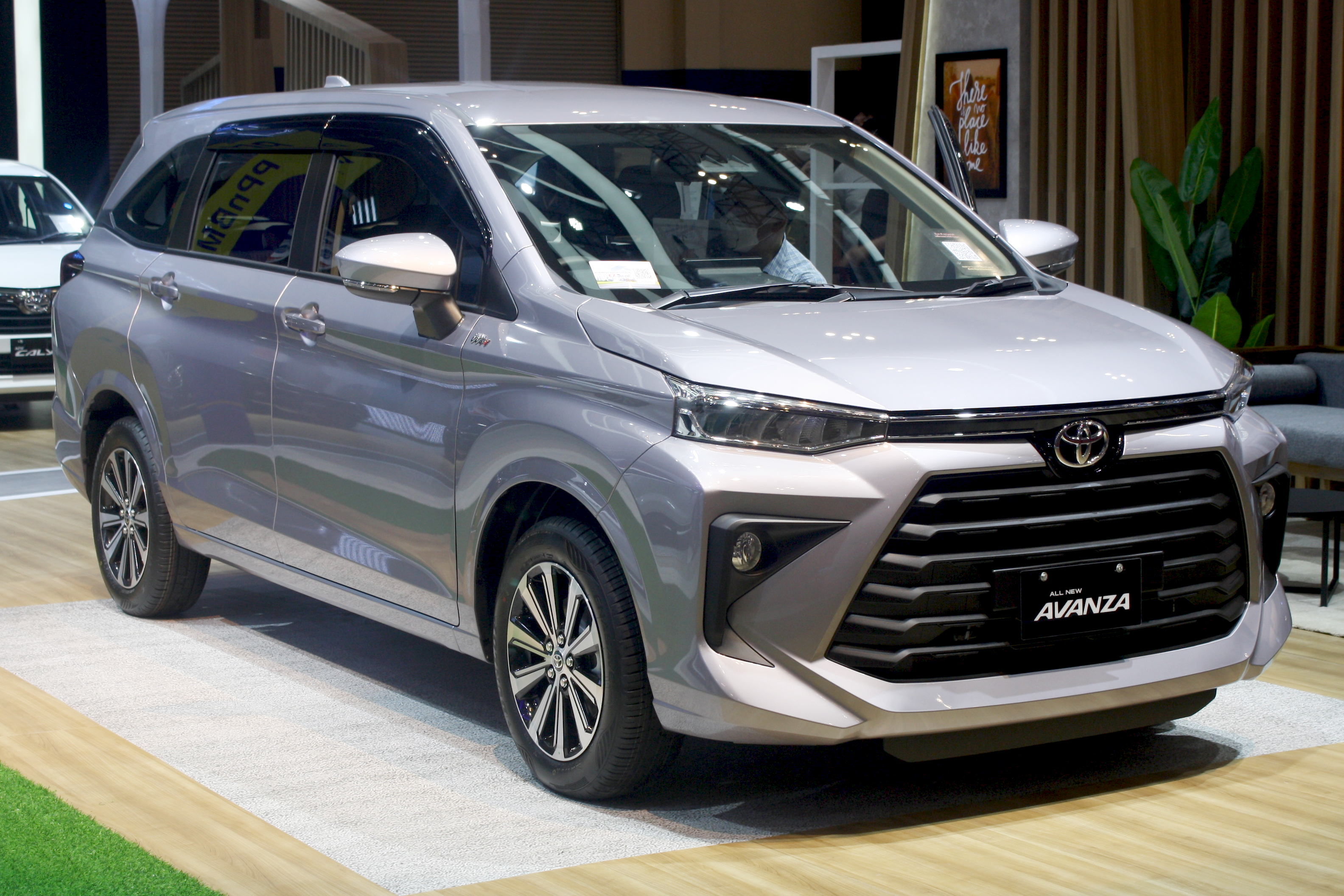
2022 Toyota Avanza de frente
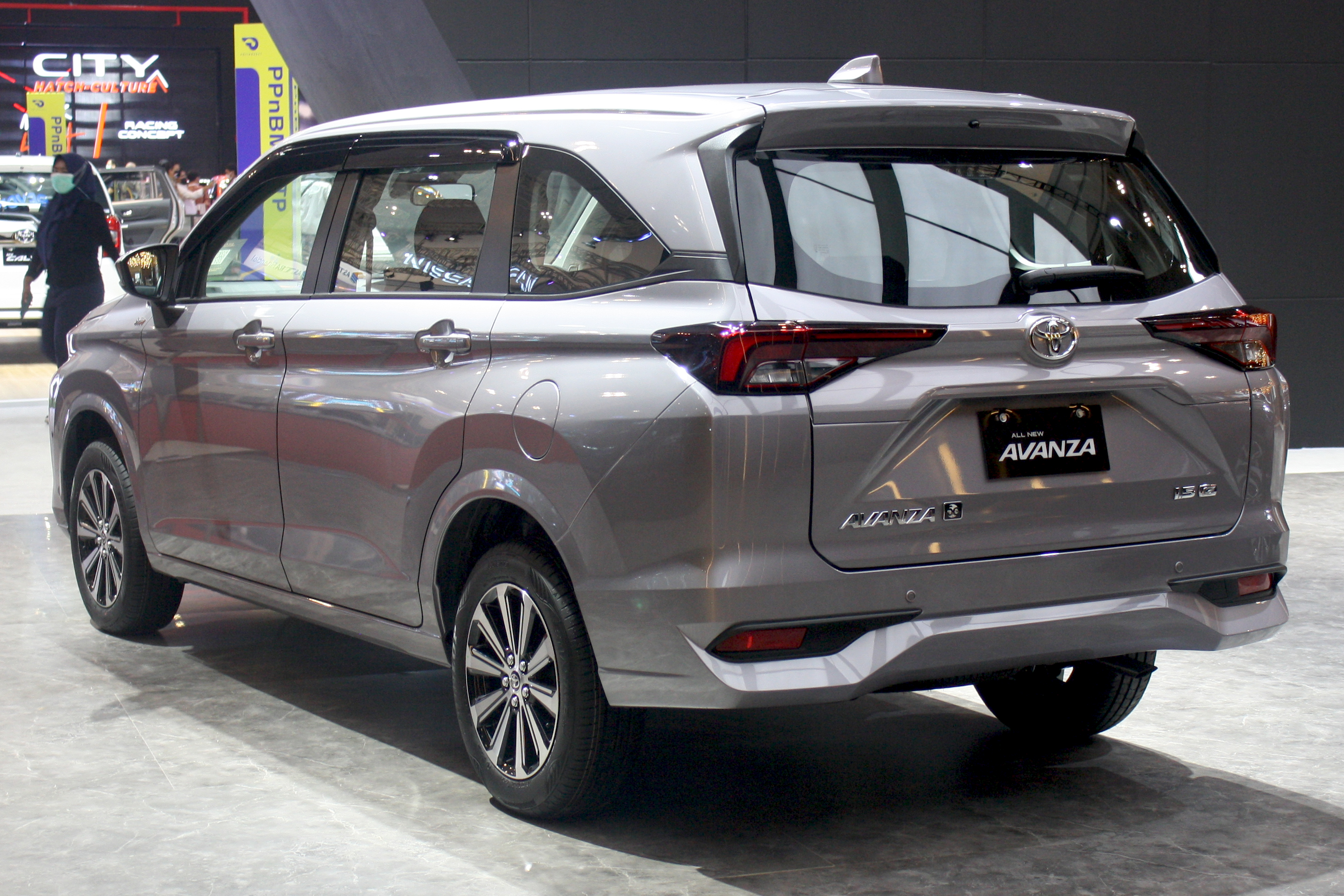
2022 Avanza vista de atrás
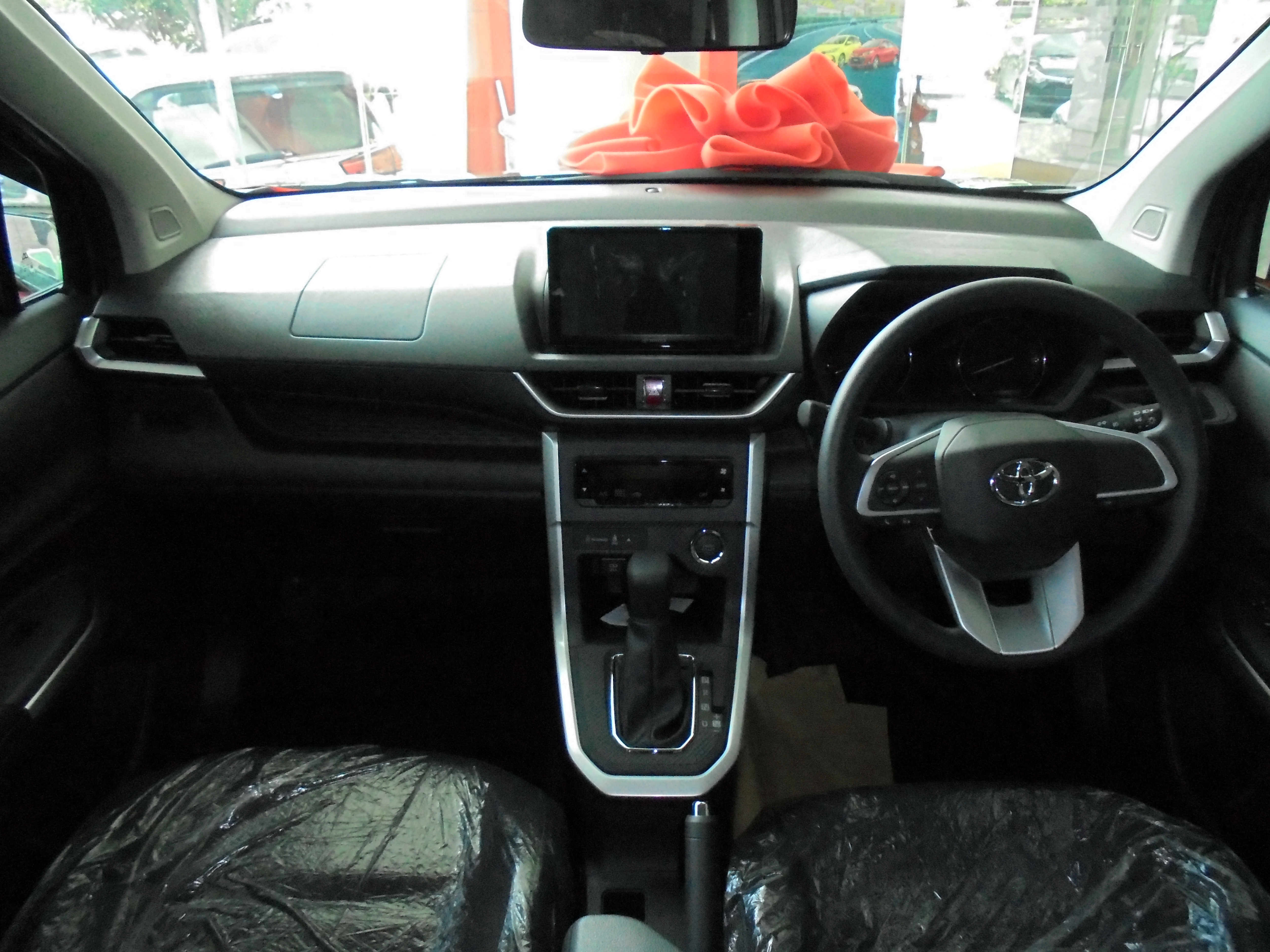
Interior

### Seguridad
ASEAN NCAP resultados de la prueba para un RHD, 5 puertas MPV en un registro de 2013:                                
| Prueba                             | Puntuación    |
| Protección para ocupantes adultos: | 4/4 estrellas |
| Protección de los niños ocupantes: | 38%           |